# Internationale Luchthaven Santo-Pekoa
De Internationale Luchthaven Santo-Pekoa (Engels: Santo-Pekoa International Airport) is de luchthaven van Luganville (ook Santo genoemd) op het eiland Espiritu Santo, de tweede stad van Vanuatu en hoofdplaats van de provincie Sanma. Het vliegveld is net ten noordoosten van het stadscentrum gelegen en is naast de internationale luchthaven Bauerfield van Port Vila de enige internationale luchthaven van het land.

## Geschiedenis
Tijdens de Tweede Wereldoorlog was Luganville voor de Verenigde Staten de belangrijkste uitvalsbasis in de westelijke Stille Oceaan; hun drie militaire luchthavens op Espiritu Santo speelden daarbij een grote rol. Dit vliegveld werd voornamelijk gebruikt door B-17 Flying Fortress-bommenwerpers en was bekend onder de namen Luganville Airfield, Bomber Field No. 2 en Pekoa Field. De luchthaven werd gebouwd op een plaats waar voorheen een plantage lag. Doorgaans werden de verschillende vliegvelden als oefenterrein gebruikt alvorens noordwaarts op te rukken richting de Salomonseilanden.
Van de drie Amerikaanse luchtmachtbases is Pekoa Field de enige die vandaag de dag nog als luchthaven dienstdoet.